# EternalBlue

EternalBlue (parfois typographié ETERNALBLUE ou Eternalblue) est un exploit développé par la NSA. Il est révélé et publié par le groupe de hackers The Shadow Brokers le 14 avril 2017,.
Cet exploit utilise une faille de sécurité présente dans la première version du protocole SMB (SMBv1). Bien que cette faille de sécurité ait déjà été résolue par Microsoft par une mise à jour de sécurité publiée le 14 mars 2017 (MS17-010), de nombreux utilisateurs de Windows n'avaient toujours pas installé ce correctif de sécurité lorsque, le 12 mai 2017, le ransomware « WannaCry » utilise cette faille de sécurité pour se propager,.
En raison de la gravité de l'attaque de WannaCry, Microsoft prend la mesure inhabituelle de publier une mise à jour de sécurité pour les systèmes d’exploitation qu’il ne maintient plus, comme Windows XP, Windows 8 et Windows Server 2003,.
Cet exploit a également été utilisé pour les cyberattaques Adylkuzz (survenue quelques jours après WannaCry) et NotPetya (survenue le 27 juin 2017).